# Новата вещица
„Новата вещица“ (на турски: Acemi Cadı) е турски комедиен телевизионен сериал, продуциран от Star TV. Базиран е до голяма степен на американския телевизионен сериал „Сабрина младата вещица“.

## Сюжет
На 16-ия си рожден ден Айшегюл разбира, че е част от семейство вещици. Не само, че научава, че тя и лелите ѝ Селда и Мелда са вещици, а и че тяхната котка Думан всъщност е нейн чичо който за наказание е превърнат в котка, а баща ѝ общува с него чрез книга.
Животът на Айшегюл като обикновена ученичка изведнъж се променя – сега тя трябва да се научи как да контролира силите си и да се справя с училищния си живот, който се обърква допълнително от популярното, но завистливо момиче Туче. Заедно с нейната луда приятелка Джерен, нейната тайна любов Селим и нейният фен Тойгар, Айшегюл преминава през много приключения.
Селда не може да превъзмогне бившия любовник Ферит и директора Дилавер.(Джелал Кадри Къноолу изигра две различни роли Дилавер и Ферит). Тогава Мелда се влюбва в директора Дилавер. В училище започват работа директор Дилавер, Мелда, учителят по баскетбол Хулки. 

## Актьорски състав
- Мерве Болугур (Айшегюл)
- Шенай Гюрлер (Селда)
- Нергис Кумбасар (Мелда)
- Джелал Кадри Къноолу (директор Дилавер, Ферит)
- Джаакан Джулха (Селим)
- Диджле Алкан (Джерен)
- Левент Сюлюн (учителят Хулки)
- Билур Язган (Тууче)
- Тууче Ташкъран (Берна)
- Гьокдениз Тюзюн (Ебру)
- Дженк Гюрпънар (Дженк)
- Халук Левент Караташ (Мурат)
- Хазал Кая (Пелин)